# Бёч, Вольфганг
Вольфганг Бёч (нем. Wolfgang Bötsch; 8 сентября 1938, Бад-Кройцнах — 14 октября 2017, Вюрцбург) — немецкий политик, член ХСС. В 1993—1997 годах занимал должность министра почты и телекоммуникаций Германии.

## Биография
Вольфганг Бёч вырос в Нижней Франконии. В 1958 году получил аттестат зрелости, отслужил в люфтваффе. С 1959 года обучался на юридическом факультете Вюрцбургского университета, затем в Германской высшей школе управленческих наук в Шпейере, успешно сдал первый и второй государственный экзамен на юриста. В 1970 году защитил докторскую диссертацию. В 1960 году вступил в ХСС, участвовал в работе студенческой и молодёжной организаций партии. В 1968—1974 годах работал советником по юридическим вопросам городского правительства Китцингена. С 1974 года занимал должность старшего советника правительства Нижней Франконии. Вольфганг Бёч также входил в состав наблюдательных советов различных баварских компаний. В 1973—1991 годах Бёч являлся председателем районного отделения ХСС в Вюрцбурге. В 1972—1976 годах Вольфганг Бёч входил в состав городского совета Вюрцбурга. В 1974—1976 годах являлся депутатом баварского ландтага. В 1976—2005 годах являлся депутатом бундестага, где в 1982—1989 годах занимал должность парламентского управляющего фракции ХСС.
21 января 1993 года Вольфганг Бёч был назначен на пост федерального министра почты и телекоммуникаций в правительстве Гельмута Коля. При Бёче была произведена приватизация Deutsche Bundespost, завершившаяся роспуском министерства почты Германии 31 декабря 1997 года и соответственно выходом Бёча из состава правительства. Оставшиеся функции его министерства почты с 1 января 1998 года были возложены на Федеральное министерство финансов Германии, Федеральное министерство экономики и энергетики Германии и новообразованный регулирующий орган.
Вольфганг Бёч был женат, у него двое детей. Дочь Кристина входит в состав городского совета Вюрцбурга.